# パルギリン
パルギリン(Pargyline)は、非可逆的で選択的なモノアミン酸化酵素-B阻害薬である。抗うつ薬としてEutonylという商品名で、1963年にアボット社がアメリカとイギリスとで発売し、1960年代にモノアミン酸化酵素阻害薬導入されたものは他にナイアラミド イソカルボキサジド, フェネルジン、トラニルシプロミンなどがある:146:60。2007年に市場から撤退した。